# Tadeusz Kapeliński
Tadeusz Franciszek Kapeliński (ur. 9 września 1904 w Mikołajkach, zm. 7 stycznia 1970) – polski inżynier i polityk ruchu ludowego, minister poczt i telegrafów.

## Życiorys
Urodził się w rodzinie Franciszka i Agaty z Czyżewskich. Był starszym bratem Franciszka Józefa (1914–1994).
Na stopień podporucznika został mianowany ze starszeństwem z 1 stycznia 1936 i 573. lokatą w korpusie oficerów rezerwy piechoty.
Od 5 grudnia 1944 do 31 grudnia 1944 był kierownikiem resortu poczt i telegrafów w PKWN. Następnie – do 28 czerwca 1945 – był ministrem poczt i telegrafów w Rządzie Tymczasowym RP, a od 28 czerwca 1945 do 1 lutego 1946 był kierownikiem resortu poczt i telegrafów w Tymczasowym Rządzie Jedności Narodowej (formalny minister – Mieczysław Thugutt – pozostał na emigracji).
Od 1944 do 1945 należał do „lubelskiego” Stronnictwa Ludowego. W latach 1945–1949 należał do PSL, a od 1949 – do ZSL.
17 stycznia 1946 prezydium KRN nadało mu Medal za Warszawę 1939–1945.